# Краснопіль (Бердичівський район)
Краснопі́ль — село в Україні, у Бердичівському районі Житомирської області. Населення становить 1226 осіб. З 2016 року центр Краснопільської сільської громади.

## Географія
Селом протікає річка Кобилиха, права притока Тетерева.

## Історія
У давні часи це було доволі велике місто з укріпленим замком (ХIVст).
За часів князя К. Острозького тобто кін. XV-поч. XVI славився торгівлею, мав 12 православних церков. Краснопіль потерпав від татарських набігів. Під час одного з них замок було зруйновано, саме місто спалено, мешканців вбито, або взято в ясир.
За Люблінською унією 1569 відійшов до Польщі. У 1593 краснопільці брали участь у селянсько-козацькому повстанні під проводом Косинського. У 1648 році поблизу Краснополя відбувалися бої загонів М. Кривоноса з поляками.
За Слободищенським трактатом — містечко у складі Речі Посполитої. Після 2-го поділу Польщі 1793 — у складі Російської імперії. Спочатку входило до Ізяславського намісництва, від 1797 — до Волинської губернії.
У XVIII ст. містечко було власністю польських магнатів Любомирських, доходи з маєтку йшли на утримання збройних формувань князів Любомирських. 
Деякий час Краснопіль належав князям Павлові та Янушу Сангушкам, які у 1717 році передали його у власність Бартоломея Гіжицького з синами.
Бартоломій Ґіжицький-старший (1672–1768), полковник військ коронних, одружений зі Францишкою з Ромерів.
У 1751 році (по іншим даним-у 1754) на кошти місцевого власника каштеляна Вишгородського Бартоломея Гіжицького було збудовано костел парафіяльний на честь Діви Марії(тепер Архангела Михаїла), у якому знаходилася чудотворна ікона Матері Божої. Храм було побудовано на місці старовинної церкви, яка існувала у Краснополі ще до татарської навали (приблизно з XIII ст).
1782 року відбувся поділ маєтностей між синами Бартоломія Ґіжицького-старшого. Краснопіль одержав Каєтан, підстолій овруцький (1767), хорунжий житомирський (1779) і київський (1784), маршалок Барської конфедерації Волинського воєводства(1768), засновник першої лінії роду. Він збудував у Краснополі палац архітектура якого поєднувала венеціансько-готичні риси. У палаці зберігались багаті колекції картин, срібла, порцеляни.
Маєток успадкувала його донька Саломея, яка внесла Краснопіль як посаг до родини чоловіка – Домініка Оскерка, ротмістра кавалерії та кавалера орденів Орла Білого та св. Станіслава. 
Близько 1880 р. у нащадків Оскерків Краснопіль придбав Вацлав Мазаракі, одружений з княгинею Станіславою Четвертинською. 
Станом на 1883 р. у містечку проживало 877 мешканців, 342 буд, 2 церкви, костел, 7 магазинів, 1 ремісників. Власність Вацлава Мазаракі . Кількість парафіян РКЦ у 1883 році налічувала 2928 чол., парафія житомирського деканату РКЦ мала філію у Янушполі (тепер Іванопіль), також були каплиці у Молочках, Стетківцях, Буковцях, Носівці.
У 1902 році замість старого костелу коштом Мазаракі був побудований новий мурований. Храм було освячено 29 вересня 1906 року.
У 1906 році містечко Житомирського повіту Волинської губернії. Дворів 532, мешканців 2790.
Син Вацлава Мазаракі, Едвард Мазаракі, овруцький маршалок, був останнім власником Краснополя.
У 1917 р. палац було спалено.Костел перетворено на млин, кузню.
Під час Голодомору 1932—1933 років загинуло щонайменше 626 жителів села.
До наших днів зберігся парк, який має назву «Палац». Костел відновлюється.

## Населення
Згідно з переписом УРСР 1989 року чисельність наявного населення села становила 1402 особи, з яких 622 чоловіки та 780 жінок.
За переписом населення України 2001 року в селі мешкало 1229 осіб.

### Мова
Розподіл населення за рідною мовою за даними перепису 2001 року:
| Мова            | Кількість | Відсоток |
| --------------- | --------- | -------- |
| українська      | 1214      | 99.02%   |
| російська       | 11        | 0.90%    |
| інші/не вказали | 1         | 0.08%    |
| Усього          | 1226      | 100%     |

## Відомі люди
- Гудзь Віктор Васильович — український педагог.
- Клим Поліщук (1891—1937) — український літературний класик.
- Царук Юрій Григорович (1987) — дворазовий чемпіон Літніх Паралімпійських ігор 2012 року у Лондоні